# Türkvizyon 2015
Türkvizyon 2015 (türk. Türk Dünyası Türkvizyon Şarkı Yarışması 2015) war der dritte Türkvizyon Song Contest. Die Show fand am 19. Dezember 2015 in der türkischen Metropole Istanbul mit 21 Teilnehmern statt. Kirgisistan gewann den Wettbewerb mit 194 von 200 möglichen Punkten.

## Austragungsort

Länder, die 2015 teilgenommen haben
Länder, die in der Vergangenheit teilgenommen haben, jedoch nicht 2015

Ursprünglich war die turkmenische Stadt Mary als Veranstaltungsort bekanntgegeben worden, da der Titel Türkische Kulturhauptstadt 2015 das Recht zur Austragung des Wettbewerbs gibt. Da in Mary jedoch keine geeigneten Räumlichkeiten vorhanden sind, wurde entschieden, den Wettbewerb in die Hauptstadt Aşgabat zu verlegen. Letztlich wurde die Show nach Istanbul verlagert, laut einem Interview der deutschen Teilnehmerin Derya Kaptan war der turkmenische TV-Sender Altyn Asyr nicht an einer Austragung interessiert.
Das Yahya-Kemal-Beyatlı-Kulturzentrum liegt im Stadtviertel Bağcılar, ungefähr 5 Kilometer nördlich des Flughafens. Die Halle fasst insgesamt 10.000 Zuschauer.

## Intervalact & Eröffnungsact
Zhanar Dugalowa gewann den Wettbewerb für Kasachstan im Vorjahr und trat mit dem Lied "Menin kelisim" (Meine Einwilligung) auf. Burak Kut ist für seine Hits seit den 1990er Jahren bekannt, er hat insgesamt fünf Alben seit 1994 veröffentlicht und mehrmals innerhalb der Türkei getourt. Anfang 2015 veröffentlichte er seine neueste Single "Oldugu kadar olmadı kadar", die von ihm selbst komponiert wurde. Burak trat zusammen mit Sakis Rouvas an der Grenze zwischen der Republik Zypern und der türkischen Nordzypern auf, um dazu beitragen, dass sich die Inselteile annähern.
Eröffnet wurde die Show von einer Phönix-Tanzeinlage und dem Einmarsch der Fahnenträger, die die Flaggen der Teilnehmer tragen. Erkin Tursynhan, der Kasachstan beim Bala Türkvizyon Song Contest vertrat und Zweiter wurde sowie Aydin Nurdinow, der als kirgisischer Teilnehmer Vierter wurde, traten nach dem bulgarischen Auftritt (Startnummer 6) und vor dem georgischen Beitrag (Startnummer 7) auf.

## Teilnehmer
Am 10. September wurden auf der offiziellen Webseite des Wettbewerbs die 25 teilnehmenden Nationen und Regionen namentlich bekannt gegeben. Nachträglich wurden noch zwei Volksgruppen als Teilnehmer nominiert: die Nogaier unter dem Namen der Region Stawropol sowie die Kumyken. Die Nogaier beziehungsweise die Region Stawropol zog ihre Teilnahme auf Druck der russischen Regierung am 3. Dezember 2015 zurück, wollen aber 2016 teilnehmen. Nordzypern, dessen Teilnehmerin 2014 nicht nach Russland einreisen konnte, da nur die Türkei Nordzypern anerkennt, kehrte zum Wettbewerb zurück.
Die russische Republik Altai sollte ursprünglich wie der Kosovo und Belarus 2015 zum Wettbewerb zurückkehren, musste aber auf Anordnung der russischen Regierung bedingt durch die derzeitigen Spannungen zwischen der Türkei und Russland absagen. Ende November/Anfang Dezember verkündeten auch Baschkortostan, Jakutien, Tuwa, Stawropol und Chakassien, sich dem Druck der russischen Regierung zu stellen und ihre Teilnahme am Türkvizyon und Bala Türkvizyon Song Contest abzusagen. Am 7. Dezember zog auch Tatarstan seine Teilnahme zurück. Am selben Tag wurde bekanntgegeben, dass auch alle weiteren Regionen Russlands und die Kumyken nicht teilnehmen werden, inklusive der von Russland annektierten Krim. Turkmenistan, das laut ersten Planungen nicht nur teilnehmen, sondern die Show auch austragen sollte, stand schlussendlich nicht mehr auf der Teilnehmerliste.
Syrien und Serbien, vertreten durch seine bosnische Minderheit in der Region Novi Pazar, nahmen erstmals teil. Mit 21 Teilnehmern war dies der kleinste Türkvizyon Song Contest aller Zeiten sein. Aufgrund der geringen Teilnehmerzahl fand 2015 kein Semifinale statt. Die Veranstaltung begann um 15:30 Uhr MEZ. Die Startreihenfolge war nach den türkischen Bezeichnungen der Länder alphabetisch geordnet.
| Platz | Startnr. | Land/Republik           | Sprache           | Interpret             | Lied Musik (M) und Text (T)                                   | Übersetzung                   | Punkte |
| ----- | -------- | ----------------------- | ----------------- | --------------------- | ------------------------------------------------------------- | ----------------------------- | ------ |
| 01.   | 11       | Kirgisistan             | Kirgisisch        | Jidesch Idirisowa     | Kim bilet (Ким билет) M: Andrej Dogai; T: Kijalbek Urmanbetow | Wer weiß                      | 194    |
| 02.   | 10       | Kasachstan              | Kasachisch        | Orda                  | Olaj emes (Олай емес) M/T: Orda                               | Nicht so                      | 185    |
| 03.   | 20       | Türkei (Gastgeber)      | Türkisch          | Görkem Durmaz         | Hırçın sular M: Görkem Durmaz; T: Görkem Durmaz, Suat Aydoğan | Die Zähmung des Wassers       | 175    |
| 04.   | 14       | Nordmazedonien          | Türkisch          | Kaan Mazhar           | Böyle olmamalıydı M/T: Fettah Can                             | Es hätte so nicht sein sollen | 165    |
| 05.   | 19       | Syrien                  | Türkisch          | Adil Şan              | Geliş M: Altay; T: Adil Şan                                   | Ankunft                       | 165    |
| 06.   | 06       | Bulgarien               | Türkisch          | Big Star Life         | İstanbuldayız M: Ahmet Erol; T: İsmail Matew                  | Wir sind Istanbul             | 162    |
| 07.   | 03       | Aserbaidschan           | Aserbaidschanisch | Mehman Tağıjew        | İstanbul M: Elza Sejidcahan; T: Qənirə Paşajewa               | –                             | 155    |
| 08.   | 02       | Albanien                | Türkisch          | Xhoi & Visar Rexhepi  | Adı hasret M: Avni Gaili, Kaan Mazhar; T: Kristi Paşa         | Gemeinsamer Wunsch            | 154    |
| 09.   | 13       | Nordzypern              | Türkisch          | İpek Amber            | Sessiz gidiş M/T: İpek Amber                                  | Stiller Abschied              | 154    |
| 10.   | 15       | Gagausien               | Gagausisch        | Valentin Ormanji      | Sev beni sev M/T: Valentin Ormanji                            | Liebe mich, Liebe             | 154    |
| 11.   | 01       | Deutschland             | Türkisch          | Derya Kaptan          | Sessiz çığlık M/T: Volkan Gücer                               | Stiller Schrei                | 153    |
| 12.   | 05       | Bosnien und Herzegowina | Bosnisch          | Adis Škaljo           | Pa šta M/T: Mirza Huskic                                      | Na und?                       | 153    |
| 13.   | 21       | Ukraine                 | Gagausisch        | Anna Mitioglo         | Baaşla bana M: Vitali Manjul; T: Veronika Karanfil            | Verzeihe mir                  | 148    |
| 14.   | 12       | Kosovo                  | Türkisch          | Tolga Kazaz           | Sevmek günah mıdır? M: Raşit İsmet; T: Zeynel Beksaç          | Ist Liebe eine Sünde?         | 141    |
| 15.   | 18       | Serbien                 | Serbisch          | Almedin Varošanin     | Trag (Трaг) M/T: Almedin Varošanin                            | Spur                          | 140    |
| 16.   | 07       | Georgien                | Aserbaidschanisch | Anar Askerow          | Tenha yürek M: Soso Suxiaschwili; T: Shahin Musjaew           | Einsames Herz                 | 138    |
| 17.   | 08       | Irak                    | Aserbaidschanisch | Oğuz Sırmalı          | Serenat M: Bijen Rahimi; T: Oğuz Sırmalı, Bijen Rahimi        | Ständchen                     | 137    |
| 18.   | 17       | Rumänien                | Türkisch          | Edvin Eddy            | Seviyorum Anlasana M/T: Edvin Racif                           | Ich liebe Anlasana            | 134    |
| 19.   | 09       | Iran                    | Aserbaidschanisch | Reza Esbilani         | Mənim arzum M/T: Reza Esbilani                                | Mein Traum                    | 131    |
| 20.   | 04       | Belarus                 | Aserbaidschanisch | Aleksandra Kazimova   | Azadlıq M: German; T: Zernishan Nağijewa                      | Freiheit                      | 126    |
| 21.   | 16       | Usbekistan              | Usbekisch         | KaaPlya feat. Hurdona | Ozodlik (Азaдлик) M/T: Server Scharipow                       | Freiheit                      | 119    |

### Zurückkehrende Teilnehmer
| Land           | Teilnehmer                                | Vorherige Teilnahme |
| -------------- | ----------------------------------------- | ------------------- |
| Albanien       | Xhoi                                      | 2014                |
| Bulgarien      | İsmail Matew (Mitglied von Big Star Life) | 2014                |
| Nordmazedonien | Kaan Mazhar                               | 2014                |

### Juroren
- Albanien: Avni Gaili
- Aserbaidschan: İsa Məlikow
- Bosnien und Herzegowina: Ahmet Svarkic
- Bulgarien: Erhan Hüseyin
- Deutschland: Volkan Gücer
- Gagausien: Piotr Petkovic
- Georgien: Akif Nowruzow
- Irak: Yalman Hacarow
- Iran: Mesut Barış (iranischer Vertreter 2014)
- Kasachstan: Bolat Macagulow
- Kirgisistan: Kanatbek Kultajew
- Kosovo: Reşit İsmet Küryezi
- Nordmazedonien: Sedat Azizoğlu
- Nordzypern: Ertan Birinci
- Rumänien: Nejat Sali
- Serbien: Mavric Deniz
- Syrien: Ömer Gürcan
- Türkei: Cengiz Erdem
- Ukraine: Madejda Malenkowa
- Usbekistan: Çokay Koçar
- Belarus: Güneş Cingöz (belarussische Vertreterin 2013)

## Übertragung
Folgende Sender übertrugen die Veranstaltung live:
- Albanien: Tring TV
- Aserbaidschan: ATV Azerbaycan
- Bosnien und Herzegowina: Hayat TV
- Deutschland: Türk Show
- Gagausien: GRT TV
- Georgien: Marnueli TV
- Irak: Türkmeneli TV
- Kasachstan: Adam Media Group
- Kirgisistan: KTRK
- Nordmazedonien: MRT2
- Nordzypern: Kıbrıs Genç TV
- Rumänien: Alpha Media TV
- Türkei: TMB TV, ATV, Ordu Boztepe TV, Kral TV
- Ukraine: ODTRK Odessa, Jusnaja Wolna TV

## Bala Türkvizyon Song Contest 2015

Länder, die 2015 teilgenommen haben

Am 15. Dezember 2015 fand zudem auch ein Wettbewerb für Kinder vom Alter von acht bis 15 Jahren erstmals statt, genannt Bala Türkvizyon. Ähnlich wie beim Junior Eurovision Song Contest müssen die Teilnehmer in ihrer Landessprache singen und dürfen die Altersgrenzen nicht über- oder unterschreiten. 13 Länder nahmen am Wettbewerb in der türkischen Metropole Istanbul teil. Wie der Erwachsenenwettbewerb sollte die Veranstaltung ursprünglich in Mary (Turkmenistan) stattfinden, wurde dann aber aus nicht genannten Gründen ebenfalls nach Istanbul verlegt. Gewonnen wurde der Wettbewerb von Aserbaidschan und den Teilnehmern Nuray Rahman & Ahmed Amirli.

### Austragungsort
Die Yeditepe Üniversitesi ist eine private Universität in Istanbul und wurde im Jahre 1996 gegründet. Sie gehört zusammen mit einigen Grundschulen und Gymnasien der Istek-Stiftung an. Die Universität besteht aus zehn Fakultäten und einer Fachhochschule. Der Unterricht an der Yeditepe-Universität wird auf vielen Sprachen gehalten, zum Beispiel auf Deutsch, Französisch oder Italienisch. Trotz allem ist Englisch die allgemein gültige und angewandte Unterrichtssprache. Die Universität wird von ca. 15.000 Studenten besucht. Unter ihnen befinden sich auch mehrere hundert ausländische Studenten aus mehr als 70 Nationen.
Auf dem Campus im Istanbuler Stadtteil Ataşehir und in den umliegenden Stadtteilen werden jährlich mehr als 1.600 Studenten untergebracht. Die Yeditepe-Universität zeichnet sich unter anderem durch internationale Studiengänge, wie zum Beispiel Betriebswirtschaftslehre (auf Deutsch) oder Politikwissenschaften (auf Französisch) aus.

### Intervalact
Yonca Evcimik ist eine bekannte Größe in der türkischen Musikindustrie seit 1991, zuvor war sie auch als Schauspielerin tätig. Ihr letztes Album aus dem Jahr 2014 trägt den Titel "15".

### Übertragung
Folgende Sender übertrugen die Veranstaltung:
- Albanien: Tring TV
- Gagausien: GRT TV
- Georgien: Marnueli TV
- Kasachstan: Kabar TV (am 18.12. 16:15 Uhr Ortszeit)
- Kirgisistan: KTRK
- Nordmazedonien: MRT2
- Türkei: TMB TV
- Ukraine: Jusnaja Wolna TV

### Teilnehmerliste
Ursprünglich wollten auch die russischen Regionen Krim, Oblast Moskau, Kabardino-Balkarien & Karatschai-Tscherkessien, Baschkortostan, Tuwa, Tatarstan, Chakassien, der Oblast Stawropol und die Volksgruppe der Kumyken teilnehmen, mussten aber auf Anordnung der russischen Regierung jegliche Zusammenarbeit mit TÜRKSOY, dem Veranstalter des Wettbewerbs, beenden. Deshalb nehmen diese Regionen Russlands an beiden Türkvizyons-Wettbewerben 2015 nicht teil. Usbekistan zog sich aus unbekannten Gründen zurück. Die Veranstaltung sollte live ab 17 Uhr MEZ ausgestrahlt werden, wurde aber lediglich aufgenommen und wurde am 20. Dezember erstmals übertragen.
| Platz | Startnr. | Land/Republik      | Sprache           | Interpret                   | Lied Musik (M) und Text (T)                                          | Ungefähre Bedeutung im Deutschen | Punkte |
| ----- | -------- | ------------------ | ----------------- | --------------------------- | -------------------------------------------------------------------- | -------------------------------- | ------ |
| 01.   | 02       | Aserbaidschan      | Aserbaidschanisch | Nuray Rahman & Ahmed Amirli | Uşaqlıq illəri M: Bebir Bebirli, Ulviye Bebirli; T: Ruhiye Rustamowa | Kindheit                         | 115    |
| 02.   | 06       | Kasachstan         | Kasachisch        | Erkin Tursynhan             | Samğa (Сaмғa) M: Shokan Ualikhan; T: Marhaba Sabi                    | Fliegen                          | 113    |
| 03.   | 04       | Georgien           | Aserbaidschanisch | Şaban Memmedow              | Seninle bağlı arzular M: Revaz Lagidse; T: Hilat Agakishijew         | Mit dir verbundene Träume        | 112    |
| 04.   | 07       | Kirgisistan        | Kirgisisch        | Aydin Nurdinow              | Kirgiz bij (Кйргйз бий) : Mirlan Nijazow; T: Kijalbek Urmanbetow     | Kirgisischer Tanz                | 111    |
| 05.   | 13       | Ukraine            | Gagausisch        | Albina Kasanji              | Dostluk M: Vitali Manjul, Juri Bojkow; T: Ivanna Kol                 | Freundschaft                     | 105    |
| 06.   | 11       | Rumänien           | Türkisch          | Irem Kayaali                | Sihirbaz M/T: Irem Kayaali                                           | Zauberer                         | 102    |
| 07.   | 01       | Albanien           | Türkisch          | Aurora Kapo                 | Yıldızlarla dans M: Gent Myftaraj; T: Olti Curri                     | Tanzen mit den Sternen           | 100    |
| 08.   | 10       | Gagausien          | Gagausisch        | Jana Sergejewna             | Ej oglan M/T: Jana Sergejewna                                        | Oh Junge                         | 098    |
| 09.   | 12       | Türkei (Gastgeber) | Türkisch          | Cumhuriyet Grubu            | Hayat bayram olsa M/T: Şenay Yüzbaşıoğlu                             | Wenn das Leben nur ein Fest wäre | 095    |
| 10.   | 08       | Kosovo             | Türkisch          | Ela Kazaz                   | Yeni yıl M: Raşit İsmet Küryezi; T: Ela Kazaz                        | Neues Jahr                       | 093    |
| 11.   | 03       | Belarus            | Aserbaidschanisch | Fateh Hüseyin               | Uşaqların şeheri M/T: Fateh Hüseyin                                  | Die Stadt der Kinder             | 090    |
| 12.   | 05       | Iran               | Aserbaidschanisch | Təbriz Çocuk Grubu          | Ana dilim M: Hasan Abdulazimzade; T: Hamid Notgi                     | Muttersprache                    | 090    |
| 13.   | 09       | Nordmazedonien     | Türkisch          | Tolga Mazhar                | Hadi benimle M: Darko Dimitrow; T: Tolga Mazhar                      | Komm mit mir                     | 089    |